# Турчище
46°25′ пн. ш. 16°37′ сх. д. / 46.41° пн. ш. 16.61° сх. д.
Турчище (хорв. Turčišće) — населений пункт у Хорватії, в Меджимурській жупанії у складі громади Домашинець.

## Населення
Населення за даними перепису 2011 року становило 551 осіб.
Динаміка чисельності населення поселення:

## Клімат
Середня річна температура становить 10,31 °C, середня максимальна – 25,31 °C, а середня мінімальна – -6,78 °C. Середня річна кількість опадів – 784 мм.
| Клімат поселення                              | Клімат поселення | Клімат поселення | Клімат поселення | Клімат поселення | Клімат поселення | Клімат поселення | Клімат поселення | Клімат поселення | Клімат поселення | Клімат поселення | Клімат поселення | Клімат поселення | Клімат поселення |
| Показник                                      | Січ.             | Лют.             | Бер.             | Квіт.            | Трав.            | Черв.            | Лип.             | Серп.            | Вер.             | Жовт.            | Лист.            | Груд.            |                  |
| Середній максимум, °C                         | 5,83             | 7,86             | 12,56            | 17,02            | 22,44            | 25,31            | 24,16            | 23,46            | 19,49            | 14,30            | 8,42             | 4,57             |                  |
| Середня температура, °C                       | −0,48            | 1,58             | 6,25             | 10,72            | 16,13            | 19,02            | 20,18            | 19,47            | 15,50            | 10,30            | 4,46             | 0,60             |                  |
| Середній мінімум, °C                          | −6,78            | −4,73            | −0,07            | 4,41             | 9,84             | 12,71            | 16,20            | 15,50            | 11,51            | 6,32             | 0,47             | −3,39            |                  |
| Норма опадів, мм                              | 38               | 39               | 49               | 60               | 70               | 88               | 86               | 81               | 77               | 68               | 75               | 53               |                  |
| Середньомісячна швидкість вітру, м/с          | 2.10             | 2.34             | 2.70             | 2.70             | 2.50             | 2.20             | 2.20             | 1.90             | 1.96             | 2.00             | 2.10             | 2.16             |                  |
| Середньомісячна сонячна радіація, кДж/м²·день | 3978             | 6722             | 10572            | 15009            | 19174            | 21036            | 21456            | 18745            | 13813            | 8609             | 4412             | 3222             |                  |
| --------------------------------------------- | ---------------- | ---------------- | ---------------- | ---------------- | ---------------- | ---------------- | ---------------- | ---------------- | ---------------- | ---------------- | ---------------- | ---------------- | ---------------- |
| Джерело:                                      |                  |                  |                  |                  |                  |                  |                  |                  |                  |                  |                  |                  |                  |